# Harald le Doré
Harald le Doré (en vieux norrois, Harald Knutsson ou Gull-Haraldr), mort en 970, était un membre de la famille royale danoise du Xe siècle, fils putatif de Knut Dana-Ást et donc petit-fils du roi Gorm dit le Vieux et neveu de son successeur, Harald à la Dent Bleue. 

## Biographie
Harald le Doré est connu par la Jómsvíkinga saga et, plus en détail, par la Heimskringla dans laquelle selon Snorri Sturluson « Harald fils de Knut fils de Gorm » est un viking qui avait longuement guerroyé et amassé de grandes richesses et qui était pour cela surnommé « Gull-Haraldr » c'est-à-dire Harald le Doré et qui « paraissait destiné à devenir roi de Danemark ». 
La saga indique ensuite qu'il était un grand ami du Jarl Håkon Sigurdsson de Norvège à qui il fait part de sa frustration d'être privé de ses droits au trône. Il s'adresse ensuite à son oncle Harald à qui il réclame le partage le royaume. Ce dernier refuse en invoquant le fait que « ni son père ni son grand-père ni ses ancêtres n'avaient régné sur une moitié du Danemark ». Le Jarl Håkon intervient en vain auprès du roi Harald pour défendre sa cause. Le roi Harald suggère alors à Håkon d'attribuer un royaume en Norvège à Harald le Doré au détriment de Harald à la Pelisse grise. Harald le Doré rencontre son homonyme norvégien dans le Limfjord, un combat s'engage et Harald II de Norvège est tué en 970. Håkon, qui s'était secrètement entendu avec Harald à la Dent bleue, livre alors bataille à Harald le Doré, remporte la victoire, le capture et le fait pendre à un gibet.